# Mikroregion Nepomucko
Mikroregion Nepomucko je zájmové sdružení právnických osob v okresu Plzeň-jih, jeho sídlem je Nepomuk a jeho cílem je zkvalitnění infrastruktury (energetické zásobování obcí, zásobování pitnou vodou), rozvoj cestovního ruchu a malého a středního podnikání. Sdružuje celkem 25 obcí a byl založen v roce 1998.

## Obce sdružené v mikroregionu
- Čížkov
- Čmelíny
- Chlumy
- Klášter
- Kozlovice
- Kramolín
- Louňová
- Měcholupy
- Mileč
- Milínov
- Mladý Smolivec
- Mohelnice
- Nekvasovy
- Nepomuk
- Neurazy
- Nové Mitrovice
- Polánka
- Prádlo
- Sedliště
- Spálené Poříčí
- Srby
- Tojice
- Třebčice
- Vrčeň
- Žinkovy